# Vena femoralis

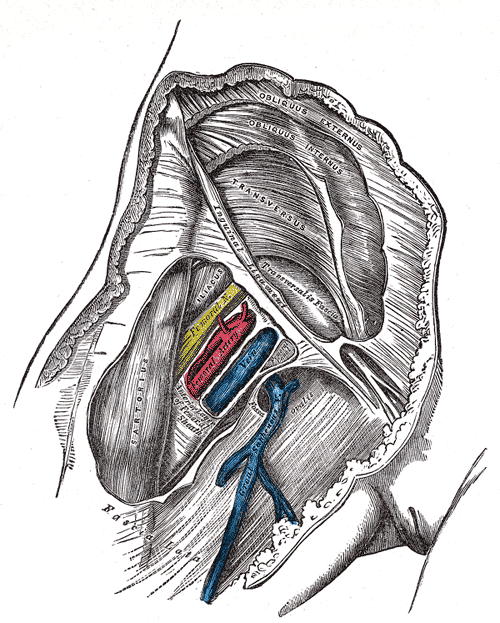
Anatomische Zeichnung, Venen blau (Vena femoralis links; Vena saphena magna rechts), Arteria femoralis rot, Nervus femoralis gelb

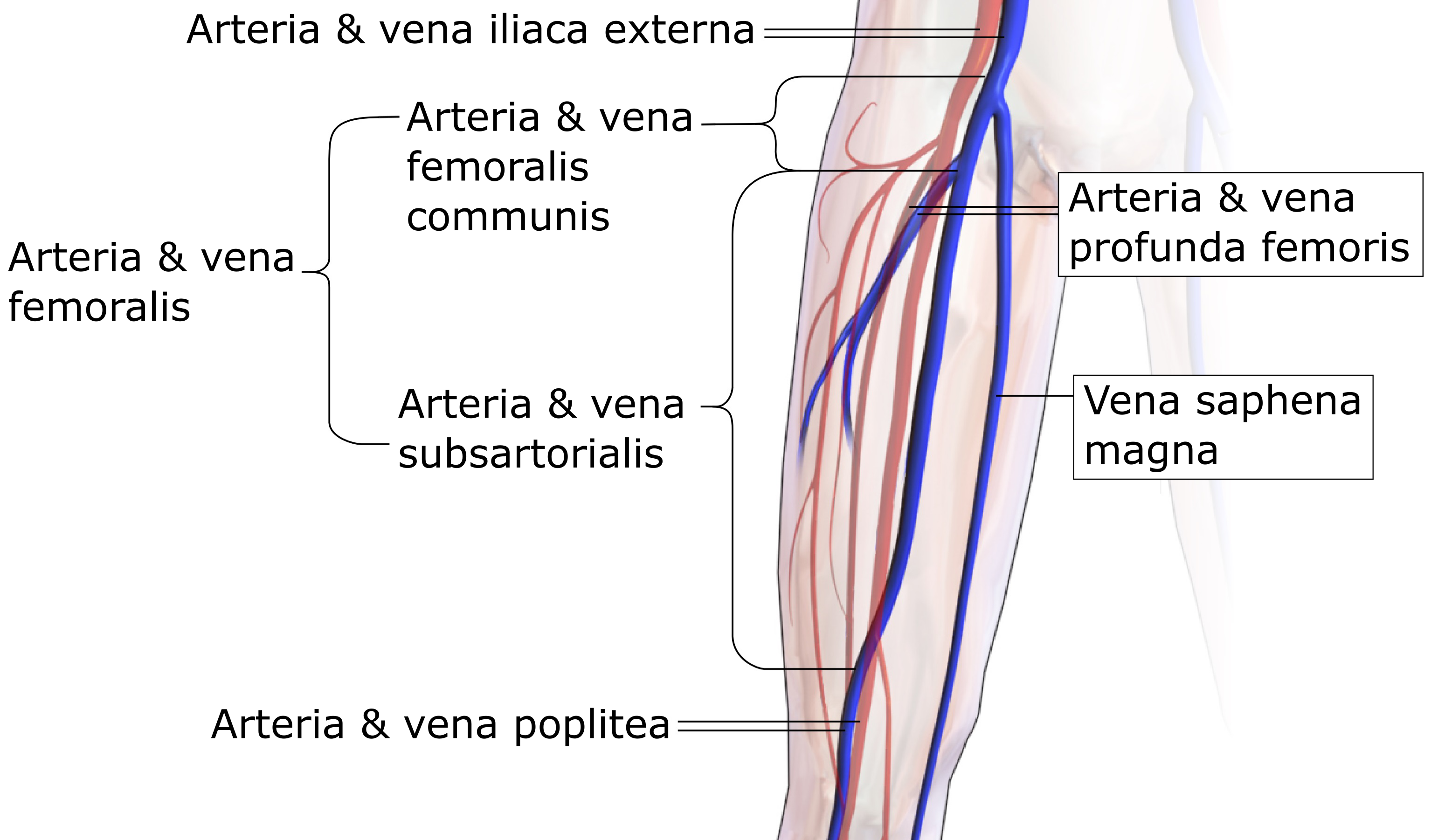
Segmente.

Die Vena femoralis (lat. „Oberschenkelvene“) ist ein kräftiges venöses Blutgefäß, das den Verlauf der Vena poplitea fortsetzt und die gleichnamige Arteria femoralis an der Vorder- und Innenseite des Oberschenkels im sogenannten Adduktorenkanal (Canalis adductorius) begleitet. Im körpernahen (proximalen) Abschnitt liegt sie relativ nahe der Oberfläche und tritt zwischen dem Musculus pectineus beziehungsweise dem mit lockeren Bindegewebe und einzelnen Lymphknoten gefüllten Canalis femoralis (medial / innen) und der Arteria femoralis (lateral / außen) durch die Lacuna vasorum unter dem Leistenband (Ligamentum inguinale) durch. Kurz zuvor nimmt sie die Vena profunda femoris aus der Tiefe des Oberschenkels und die oberhalb der Muskelfaszie verlaufende Vena saphena magna auf. Nach Durchtritt in das Becken heißt sie analog zur Arterie Vena iliaca externa. Unmittelbar unter dem Leistenband ist die Vena femoralis für Punktionen oder die Anlage eines zentralvenösen Katheters gut zu erreichen. Trotz ihrer relativ oberflächlichen Lage zählt sie zu den tiefen beziehungsweise zentralen Venen.
Bei den Haussäugetieren zieht die Vena femoralis von der Lacuna vasorum über den Schenkelspalt zur Kniekehle.

## Belege
1. ↑  Amarnath C and Hemant Patel: Comprehensive Textbook of Clinical Radiology - Volume III: Chest and Cardiovascular system. Elsevier Health Sciences, 2023, ISBN 978-81-312-6361-7 (englisch, google.com). Page 1072